# Трипільська ТЕС
Трипільська ТЕС — електростанція в Київській області.
Київська область належить до енергонасичених районів. На її території розміщені енергогенерувальні підприємства загальною потужністю 3200 МВт, з яких встановлена потужність Трипільської ТЕС становить близько 57 %. Відтак енергогенерувальне підприємство — є найбільшим постачальником електроенергії у Київську, Черкаську та Житомирську області. Підприємство займає площу 281,3 га. Розташоване в Обухівському районі на березі Канівського водосховища.

## Електростанція
Основні технічні засоби Трипільської ТЕС — 4 пиловугільних і 2 газомазутних блоків потужністю по 300 МВт кожний. Шість турбін та генераторів загальною номінальною потужністю 1800 МВт. Трансформатори типу — ТДЦ-400000/330.
Паливне господарство складається з відкритого складу вугілля місткістю 280 тис. т, що обслуговується двома портальними кранами й бульдозерами.
Основним паливом служить донецький антрацитовий штиб, що надходить по залізниці та по річці до причалу станції.
Станція під'єднана до газово-транспортної системи України. Також паливне господарство має місткості для використання як палива мазуту.

## Історія
У будівництві станції брали участь трести «Південтеплоенергомонтаж», «Гідроелектромонтаж», «Гідромеханізація», «Південзахідтрансбуд» і багато інших.
Велику роботу з аналізу проєкту, пуску і налагодження обладнання виконало підприємство «ЛьвівОРГРЕС»
Будівництво електростанції велося прогресивним поточно-швидкісним методом. Цей метод дозволив значно скоротити терміни спорудження електростанції.
- У січні 1962 року Постановою Ради Міністрів УРСР було затверджено майданчик для будівництва електростанції.
- 1963 р.  — проєктування та початок будівництва Трипільської ДРЕС.
- 2 квітня 1967 р. — початок будівництво основних споруд станції. Станція споруджувалася у дві черги. Спочатку були встановлені двокорпусні котлоагрегати, що працюють на твердому паливі й природному газі, в другу чергу — однокорпусні газомазутні котлоагрегати.
- 17 грудня 1969 р. — прийнятий в промислову експлуатацію перший енергоблок ТЕС.
- 1972 року  — у вересні став до ладу останній шостий енергоблок. Потужність Трипільської ТЕС досягла проєктної величини 1800 МВт.
- 1973 рік — завершено будівництво підвідного газопроводу. Трипільська ТЕС отримала можливість використовувати природний газ.
- У 1995 році Трипільська ТЕС увійшла до складу створеного Державного підприємства «Центренерго».
- В 2000 році — реалізовано технічні рішення, що забезпечують спалювання низькосортних видів вугілля з Qнр = 3000 ккал/кг.
- З 11 грудня 2006 року — зареєстрована, як філія ПАТ «Центренерго»[1].

Підприємство щороку реалізовує енергії на суму близько 2 млрд грн. Проводить поточні, середні та капітальні ремонти енергоблоків. У 2010 році з 17 червня по 29 жовтня був проведений капітальний ремонт другого енергоблоку.
Технічне переозброєння другого енергоблоку дозволить використовувати для його роботи виключно вугілля — без використання газу зі збільшенням потужності енергоблока з 300 МВт до 325 МВт і подовженням терміну його експлуатації на 15—20 років.
Трипільська ТЕС розташована на Дніпровському узбережжі в 45 км південніше Києва, поблизу села Трипілля. Після виведення з експлуатації Чорнобильської АЕС, Трипільська ТЕС з встановленою потужністю 1800 МВт є найбільшим енергогенерувальним об'єктом на території Київської області. Іншими джерелами електроенергії в регіоні є: Київські ТЕЦ-5 і ТЕЦ-6 потужністю 700 МВт і 500 МВт відповідно, та Дарницька ТЕЦ встановленою потужністю 160 МВт, розташовані у Києві. Електростанція споруджена у дві черги. Перша черга — 4 дубль-блоки потужністю по 300 МВт. До складу енергоблока входять двокорпусні прямотокові парові котли ТПП-210А, парові турбіни К-300-240, генератори ТГВ-300 і трансформатори ТДЦ-400000/330.
Друга черга — два моноблоки потужністю по 300 МВт з однокорпусними котлами ТГМП-314, турбінами К-300-240-2, генераторами та трансформаторами аналогічними встановленим на першій черзі. Головний корпус зведено за універсальним проєктом пиловугільної ТЕС з енергоблоками потужністю 300 МВт кожний. Основним паливом є донецький антрацитовий штиб, що надходить залізницею. Резервне, підсвічувальне паливо — газ, мазут.
До газового господарства належать два газорозподільних пункти видатністю по 320 тис. м³/г та система газопроводів. Система технічного водопостачання — прямопотокова, із забором води з Канівського водосховища. До її складу входять дві помпові станції. Водопідготовка на ТЕС забезпечує приготування 250 т/год знесоленої води іонообмінним способом для прямопотокових котлів.
Від початку експлуатації Трипільська ТЕС виробила понад 350 млрд кВт·год електроенергії та 5,5 млн Гкал теплоенергії. Працюючи нині у непростих умовах, колектив станції по праву може пишатися, що електростанція продовжує бути однією із найнадійніших та спроможних нести повне електричне навантаження.
За час роботи Трипільської ТЕС виросло чудове місто енергетиків — Українка, де проживає близько 20 тисяч людей.

### Фактичні витрати на проведення ремонтів
- 2008 рік — 60 059 тис. грн.
- 2009 рік — 67 117 тис. грн.
- 2010 рік — 121 486 тис. грн.

ТЕС постійно веде роботу з використання вторинної сировини — золошлаків на потреби народного господарства для підсипання автодоріг, виготовлення будівельних матеріалів. Трипільська ТЕС зарекомендувала себе однією з найнадійніших і найекономніших станцій України.
На Трипільській ТЕС існує потреба у подальшій реконструкції обладнання. На виконання розпорядження Кабінету Міністрів України від 08.09.04 р. № 648-р ПАТ «Центренерго» реалізує проєкт реконструкції пиловугільного енергоблока № 2 Трипільської ТЕС. Метою реконструкції є підвищення показників його ефективності, надійності, безпеки, продовження терміну служби обладнання, а також зниження викидів шкідливих речовин до рівня європейських стандартів.

### Руйнування ТЕС

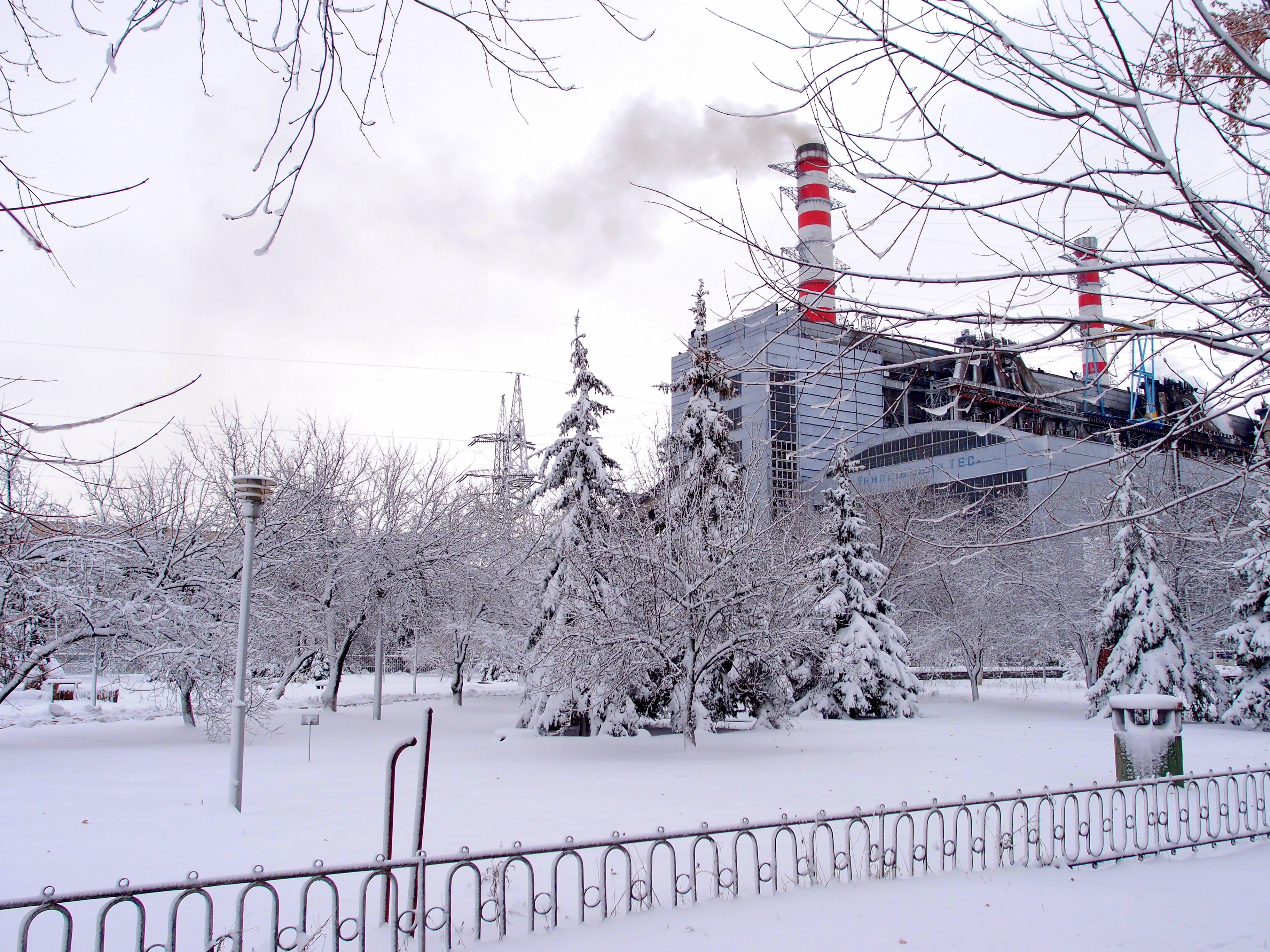
Фото Трипільської ТЕС взимку

Вранці 11 квітня 2024 року російські ракети типу Х-69 влучили у Трипільську ТЕС, унаслідок чого зайнялася масштабна пожежа у турбінному цеху. Пізніше ПАТ «Центренерго» повідомило про повне знищення станції.

### Відновлення ТЕС
Уряд України виділив понад 1,5 млрд гривень на відновлення двох Трипільської та Зміївської ТЕС